# Papiro Oxirrinco 846

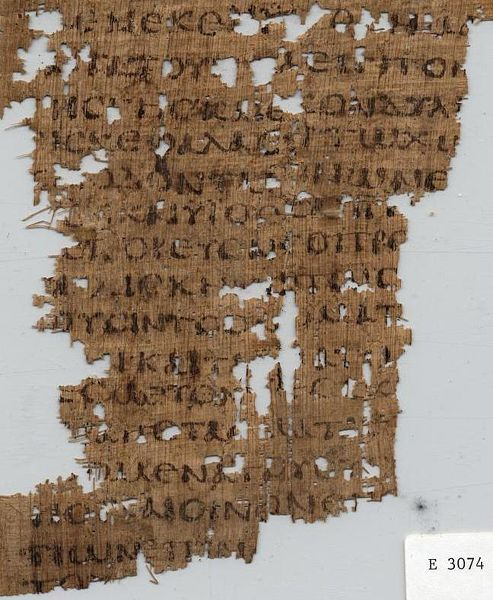
Papiro Oxirrinco 846

El Papiro Oxirrinco 846, abreviado como P.Oxy.VI 0846 – es un pequeño fragmento de la Septuaginta griega escrita en papiro, en forma de rollo. Este es uno de los manuscritos descubiertos en Oxirrinco, se ha catalogado con el número 846. Paleográficamente ha sido fechado al siglo VI d. C. El fragmento contiene Amós (2:6-12). Al manuscrito también se le conoce con el número 906 en la lista de manuscritos de la Septuaginta según la clasificación de Alfred Rahlfs.
El fragmento se publicó en el año 1908 por Bernard P. Grenfell y Artur S. Hunt en The Oxyrhynchus Papyri (Los Papiros Oxirrinco), volumen VI.
Actualmente el manuscrito se guarda en la Universidad de Pennysilvania, catalogado como E 3074.